# Patrick Spät
Patrick Spät (* 1982 in Mannheim) ist ein deutscher Buchautor, Comicszenarist, Philosoph, Journalist und Lektor.

## Leben
Nach dem Abitur im Jahr 2002 absolvierte Spät von 2002 bis 2003 seinen Zivildienst in der geschlossenen Akut-Psychiatrie des Zentralinstituts für Seelische Gesundheit in Mannheim. Anschließend studierte er von 2003 bis 2008 Philosophie, Soziologie und Literaturgeschichte an den Universitäten Mannheim, Leipzig und Freiburg. Das Studium schloss er 2008 mit dem Magister Artium ab. Im Jahr 2010 promovierte er an der Universität Freiburg im Fach Philosophie mit einer Doktorarbeit zum Leib-Seele-Problem und Panpsychismus. In seiner Dissertation formuliert Spät einen Graduellen Panpsychismus, der einerseits auf metaphysischen Überlegungen beruht, andererseits auf naturwissenschaftlichen Theorien der Hirnforschung, wie beispielsweise der Integrated Information Theory of Consciousness.
Als freier Journalist und Buchautor beschäftigt er sich vor allem mit gesellschaftlichen, historischen und popkulturellen Themen. Spät schreibt unter anderem für Zeit Online, Spiegel Online, der Freitag, Queer.de und Das Magazin. In seinen kapitalismuskritischen Büchern Und, was machst du so? und Die Freiheit nehm ich dir hat er sich mit der Kritik der Arbeit und mit der Geschichte und den gegenwärtigen Auswirkungen des Kapitalismus auseinandergesetzt.
Spät arbeitet als freier Lektor unter anderem für den Naturschutzbund Deutschland und den Bund für Umwelt und Naturschutz Deutschland sowie für Buchverlage wie den Ullstein Verlag, den Carl Hanser Verlag und den Jung und Jung Verlag.
Spät lebt in Berlin.

## Comicszenarist

### Der König der Vagabunden
2019 erschien im avant-verlag die Graphic Novel Der König der Vagabunden mit Text und Szenario von Patrick Spät und Zeichnungen von Bea Davies. Der Comic gehörte 2019 zu den neun Finalisten für den Comicbuchpreis der Berthold Leibinger Stiftung. Der Comic schildert das Leben der Vagabunden in den 1920er-Jahren der Weimarer Republik und ist zugleich die erste Biografie über das Leben von Gregor Gog. Die Jury urteilte:

„Der Band ‚Gregor Gog – der Vagabundenkönig‘ führt uns in ein Kapitel der Weimarer Republik, das wenig beleuchtet ist: die organisierte Bewegung der Vagabunden. Im Mittelpunkt steht die historische Figur Gregor Gog, Gründer u.a. der ‚Bruderschaft der Vagabunden‘, in dessen alltäglichen Lebenskampf wir getaucht werden. Der virtuose Übermut, der das Skript von Patrick Spät kennzeichnet, findet in den schwarz-weißen Tuschezeichnungen von Bea Davies eine lebendige Entsprechung.“

Im Februar 2020 wurde der Comic vom Deutschlandfunk unter Die besten 7 Bücher für junge Leser gewählt.
2021 erschien die französische Übersetzung der Graphic Novel unter dem Titel Le Roi des Vagabonds beim französischen Comicverlag Dargaud.
2022 erschien die griechische Übersetzung der Graphic Novel unter dem Titel O Basilias Ton Planobion beim Kapsimi Verlag.

### Madame Choi und die Monster
2022 wurden Patrick Spät und Sheree Domingo für ihre gemeinsame Graphic Novel Madame Choi und die Monster mit dem Comicbuchpreis der Berthold Leibinger Stiftung ausgezeichnet. In der Jurybegründung hieß es:

„Für ihr Projekt ‚Madame Choi und die Monster‘ wird der Zeichnerin Sheree Domingo und dem Autor Patrick Spät der Comicbuchpreis der Berthold Leibinger Stiftung 2022 zuerkannt. Ausgezeichnet wird ein kühnes Projekt, das zwei Handlungsstränge ineinandergreifen lässt – der eine historisch fundiert, der andere fiktional. Im Zentrum stehen die südkoreanische Schauspielerin Choi Eun-hee und der Filmregisseur Shin Sang-ok, Chois Ex-Mann. Beide werden 1978 nach Nordkorea entführt und gezwungen, im Dienste des Regimes Filme zu drehen, darunter den Monsterklassiker ‚Pulgasari‘. Die abenteuerliche Geschichte der beiden, die in einer wieder aufflammenden Liebe und einer gemeinsamen Flucht in Wien mündet, geht im geplanten Comic Hand in Hand mit Sequenzen des Films ‚Bulgasari‘. Dieser erschien bereits 1962 in Südkorea und gilt – im Gegensatz zu seinem Remake ‚Pulgasari‘ – als verschollen. Das Künstler-Duo macht sich daran, die koreanische Mythenwelt rund um das eisenfressende Monster Bulgasari in imaginierter Form auferstehen zu lassen. Das Ineinander von Lebens- und Filmgeschichte verlangt nicht nur der Erzählchoreographie des Comics und dem Umgang mit historischen Quellen viel ab, sondern auch der Art, die verflochtenen Geschichten ästhetisch zu prägen, etwa durch ein jeweils eigenes Farbschema. Ein virtuoses Werk zeichnet sich ab.“

Der Comic Madame Choi und die Monster erschien im Oktober 2022 beim Schweizer Comicverlag Edition Moderne. 2024 erschien die koreanische Übersetzung des Comics beim Amor Mundi Verlag. Ebenfalls 2024 erschien die englische Übersetzung des Comics beim Comicverlag SelfMadeHero. Die britische Tageszeitung The Guardian wählte den Comic im Dezember 2024 zur Graphic Novel des Monats. 2025 publizierte der renommierte Verlag Éditions du Seuil die französische Übersetzung des Comics.

## Werke

### Als Autor
- Madame Choi und die Monster. Zusammen mit der Zeichnerin Sheree Domingo, Edition Moderne, Zürich 2022, ISBN 978-3-03731-237-7.
  - koreanische Übersetzung: Choi Eun-hee und die Monster. Amor Mundi, Seoul 2024, ISBN 979-1-19104-035-7.
  - englische Übersetzung: Madame Choi and the Monsters: A True Story. SelfMadeHero, London 2024, ISBN 978-1-91422-422-5.
  - französische Übersetzung: Madame Choi et les monstres. Éditions du Seuil, Paris 2025, ISBN 978-2-02156-260-6.
- Der König der Vagabunden. Gregor Gog und seine Bruderschaft. Zusammen mit der Zeichnerin Bea Davies, avant-verlag, Berlin 2019, ISBN 978-3-96445-015-9.
  - französische Übersetzung: Le Roi des Vagabonds. Dargaud / Seuil, Paris 2021, ISBN 978-2-20508-901-1.
  - griechische Übersetzung: O Basilias Ton Planobion. Kapsimi Verlag, Athen 2022, ISBN 978-618-5691-03-5.
- Die Freiheit nehm ich dir. Rotpunktverlag, Zürich 2016, ISBN 978-3-85869-707-3.
- Und, was machst du so? Rotpunktverlag, Zürich 2014, ISBN 978-3-85869-616-8.
- Das Leben – und der Sinn des Ganzen. Schmetterling Verlag, Stuttgart 2013, ISBN 978-3-89657-065-9.
- Der Mensch lebt nicht vom Hirn allein. Parodos Verlag, Berlin 2012, ISBN 978-3-938880-46-3 (überarbeitete und aktualisierte Neuauflage: epubli, Berlin 2016, ISBN 978-3-74184-889-6).
- Panpsychismus: ein Lösungsvorschlag zum Leib-Seele-Problem. Dissertation, FreiDok der Universität Freiburg, Freiburg 2010.

### Als Herausgeber und Mit-Herausgeber
- (als Mit-Herausgeber): Post-Physikalismus. Verlag Karl Alber, Freiburg 2011, ISBN 978-3-495-48464-7.
- (als Herausgeber): Zur Zukunft der Philosophie des Geistes. mentis Verlag, Paderborn 2008, ISBN 978-3-89785-611-0.

## Auszeichnungen
- 2022: Preisträger Comicbuchpreis der Berthold Leibinger Stiftung, zusammen mit der Zeichnerin Sheree Domingo, mit dem Comic Madame Choi und die Monster.[18]
- 2021: Recherchestipendium im Bereich Comic, zusammen mit der Zeichnerin Sheree Domingo, vergeben von der Senatsverwaltung für Kultur und Europa des Berliner Senats.[19]
- 2019: Finalist Comicbuchpreis der Berthold Leibinger Stiftung, zusammen mit der Zeichnerin Bea Davies, mit dem Comic Der König der Vagabunden. Gregor Gog und seine Bruderschaft.[20]